# Michael Herbert
Michael Herbert (n. 17 mai 1925 – d. 20 iunie 2006) a fost un om politic irlandez, membru al Parlamentului European în perioada 1973 din partea Irlandei. 
1. 1 2 3   https://www.oireachtas.ie/en/members/member/Michael-Herbert.D.1969-07-02 Lipsește sau este vid: |title= (ajutor)